# Антониос Смирлис
Антониос Смирлис (на гръцки: Αντώνιος Σμυρλής) е гръцки лекар и революционер, деец на гръцката въоръжена пропаганда в Македония от началото на XX век.

## Биография
Антониос Смирлис е роден в 1874 година в западномакедонския град Бер. Става общински и полицейски лекар в родния си град. При началото на Гръцката пропаганда в Македония Смирлис започва активно да я подкрепя и влиза в гръцкия революционен комитет в града. Използва различни претексти, за да лекува гръцките четници в района на Ениджевардарското езеро, където освен българските четници голям враг е и маларията.
След като Бер попада в Гърция в 1913 година, Смирлис е кмет на града от 1916 до 1918 година. Заменен е след местен конфликт.